# Ike Clanton
Joseph Isaac (Ike) Clanton, född 1847 i Callaway County, Missouri, USA, död 1 juni 1887 i Springerville, Arizona, USA, amerikansk revolverman och brottsling.
Deltog i revolverstriden vid O.K. Corral 1881 tillsammans med bland andra sin yngre bror Billy Clanton.
Den 1 juni 1887 avled Ike Clanton av ett pistolskott.